# ALOHAnet
Pour les articles homonymes, voir Aloha (homonymie).

Comportement temporel du système ALOHA non synchronisé sur quatre stations. Les paquets de données sont les rectangles. Ceux en conflit sont en gris.

ALOHAnet, également connu sous le nom ALOHA, est un réseau de transmission d'informations novateur, inventé par l'université d'Hawaii. Mis en service en 1971, les données passent notamment entre d'une île à l'autre en utilisant la radiotransmission. Le système a inspiré Robert Metcalfe, l'inventeur du protocole Ethernet.

## Histoire
Norman Abramson est à l'origine du projet. L'un des buts était d'établir un réseau pouvant être exploité à faible prix, afin de permettre de réserver des chambres d'hôtels se trouvant dans toute l'archipel d'Hawaï.
Pour pallier l'absence de lignes de transmission, l'idée fut d'utiliser les radiofréquences. Au lieu d'attribuer une fréquence à chaque transmission comme on le faisait avec les techniques de l'époque, tout le monde utiliserait la même fréquence. Un seul composant (l'Éther) et une seule fréquence allaient entraîner des collisions entre paquets d'informations. Le but était de mettre au point des protocoles permettant de supprimer les collisions se comportant comme des perturbations analogues à des parasites. Les techniques de réémission permettent ainsi d'obtenir un réseau fiable sur un média qui ne l'est pas.

## Principe
Le protocole ALOHA est un protocole extrêmement simple. Chacun émetteur envoie ses paquets de données quand il le souhaite. Si un paquet de données est perdu à cause d'une collision avec un autre paquet, l'émetteur initial le retransmet après un temps aléatoire.
Les grandes limitations de la première version du protocole ALOHA qui était alors sans créneau temporel (un créneau temporel – time slot en anglais – fait référence à l'unité de temps d'un multiplexage temporel), ont poussé vers le développement du protocole ALOHA avec de tels créneaux temporels. Lors de la première version du protocole, les machines n'étaient pas synchronisées et transmettaient leurs données dans le temps de façon arbitraire (peu efficace). Dans la seconde version du protocole, les instants d'émission des paquets sont synchronisés entre les différents utilisateurs du réseau. De plus, en cas de collision, la retransmission se fait après un nombre de créneaux aléatoires. La transmission a toujours lieu au début du créneau temporel, c-à-d les transmissions sont synchronisées avec l’horloge du système, et l’accusé de réception (ACK) sera reçu à la fin du créneau courant.

## Performances
Pour l'analyse des performances d'un réseau ALOHAnet, on suppose que les messages sont envoyés dans le réseau suivant un processus de Poisson. On dénote {\displaystyle \lambda } l'intensité du processus et {\displaystyle T} la durée d'un paquet de données. Dans un réseau ALOHA sans créneau temporel (émission arbitraire), la probabilité de ne pas avoir de collision (fenêtre de collision de longueur 2T) est :
{\displaystyle P_{arbitraire}=e^{-2\lambda T}}.
Dans un réseau ALOHA avec créneaux temporels (fenêtre de collision de longueur T), cette probabilité devient :
{\displaystyle P_{creneau}=e^{-\lambda T}}.
L'efficacité[à définir] moyenne dans un réseau ALOHA sans créneau temporel est égal à :
{\displaystyle D_{arbitraire}=\lambda Te^{-2\lambda T}}.
L'efficacité moyenne dans un réseau avec créneaux temporels est donné par :
{\displaystyle D_{creneau}=\lambda Te^{-\lambda T}}.

On peut déduire de ces deux formules que l'efficacité maximale dans un réseau sans créneau temporel est égal à {\displaystyle e^{-2}\approx 0,17} lorsque {\displaystyle \lambda T={\frac {1}{2}}} et que l'efficacité maximale dans un réseau avec créneaux temporels est égal à {\displaystyle e^{-1}\approx 0,36} lorsque {\displaystyle \lambda T=1}.